# Krásna
Krásna est un quartier de la ville de Košice, en Slovaquie. Il était jadis un village qui faisait partie du Royaume de Hongrie et s'appelait Abaszéplak jusqu'au Traité de Trianon en 1920.

## Histoire
Première mention écrite du village en 1143.
La localité fut récupérée par la Hongrie après le premier arbitrage de Vienne le 2 novembre 1938. En 1938, on comptait 1 372 habitants dont 21 juifs. Elle faisait partie du district de Košice, en hongrois Kassai járás. Le nom de la localité avant la Seconde Guerre mondiale était Krásna nad Hornádom/Széplak. Durant la période 1938 -1945, le nom hongrois Abaszéplak était d'usage. À la libération, la commune a été réintégrée dans la Tchécoslovaquie reconstituée.
Le village fut rattaché à la ville de Košice en 1976.